# Roy Winters
Pour les articles homonymes, voir Winters.
Pas d'image ? Cliquez ici

a Compétitions nationales et continentales officielles uniquement.

b Matchs officiels uniquement.
Royston "Roy" Anthony Maria Winters, né le 13 septembre 1975 à Cuckfield (Angleterre), est un joueur de rugby à XV international anglais évoluant au poste de deuxième ligne. Il joue actuellement avec le club de Bristol. 

## Carrière

### En club
Il joue actuellement avec Bristol en Challenge européen et dans le Championnat d'Angleterre. Il dispute sept matchs du Challenge européen 2006-2007.
- 1997-2000 : Bedford Blues
- 2000-2005 : Harlequins
- depuis 2005 : Bristol Rugby

### En équipe nationale
Il obtient sa première sélection le 26 mai 2007 contre l'Afrique du Sud lors de la tournée d'été. Il dispute son deuxième test match une semaine après toujours dans le cadre de la tournée. Il n'est plus sélectionné depuis.
- 2 sélections
- sélections par année : 2 en 2007
- Tournoi des Six Nations disputé : aucun

## Palmarès
- Vainqueur du National Division 1 en 1998
- Vainqueur du Challenge européen en 2001 et 2004
- Finaliste de la Coupe d'Angleterre en 2001